# Klinikum Lippe

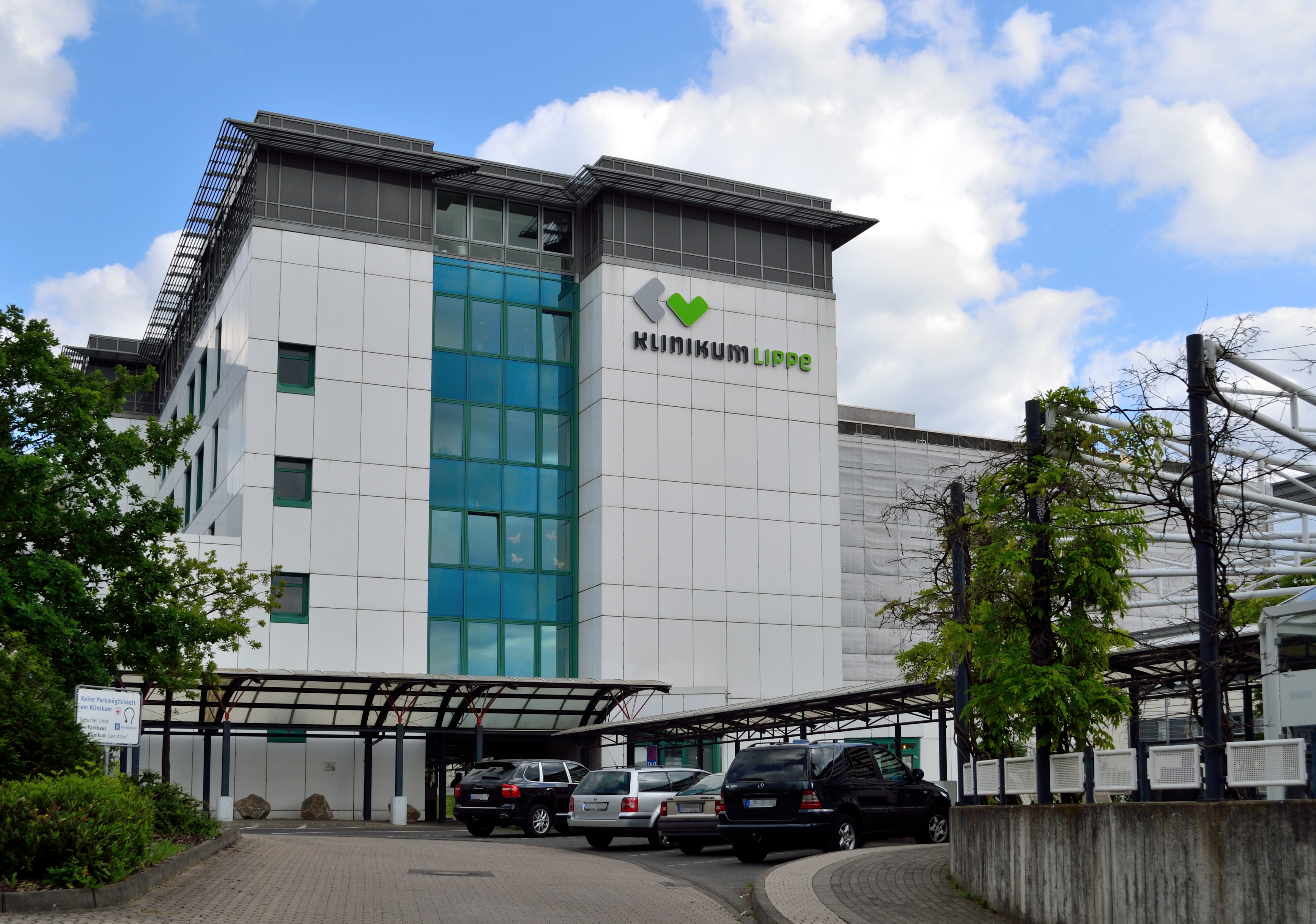
Klinikum Lippe Detmold, Haupteingang

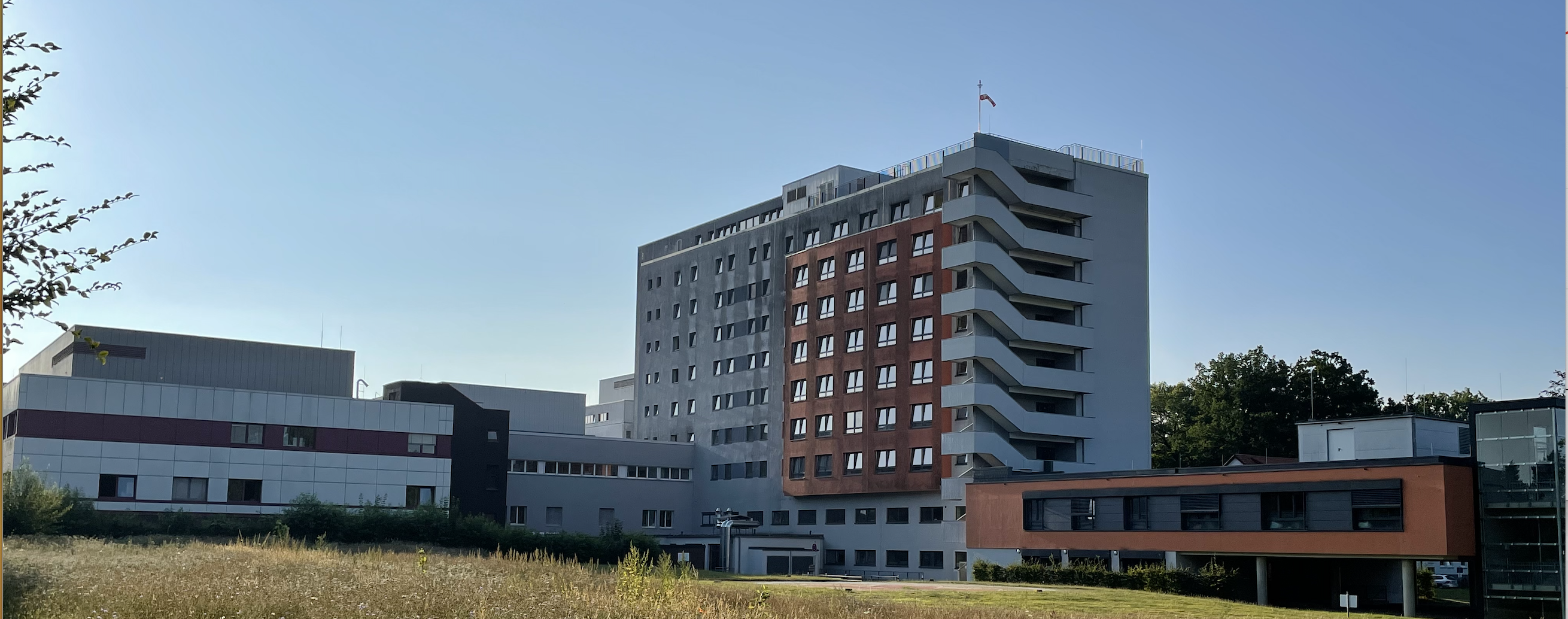
Klinikum Lippe Lemgo, Blick auf das Bettenhaus und Intensiv-Cube

Die Klinikum Lippe GmbH mit Sitz in Detmold besteht mit insgesamt 1.224 Planbetten aus den drei Betriebsstellen Klinikum Lippe Detmold in Detmold, Klinikum Lippe Lemgo in Lemgo und dem Gesundheitszentrum Lippe in Bad Salzuflen und ist eines der größten kommunalen Krankenhäuser in Deutschland. Das Klinikum Lippe mit seinen Standorten Detmold und Lemgo ist Bestandteil des Universitätsklinikums OWL der Universität Bielefeld. Die Klinikum Lippe GmbH sowie die Kreissenioreneinrichtungen Lippe GmbH sind Tochtergesellschaften der Gesundheitsholding Lippe GmbH, deren alleiniger Gesellschafter der Kreis Lippe ist.

## Struktur und Standorte
Zum Klinikum Lippe in Detmold gehören die Fachbereiche Allgemein- und Viszeralchirurgie, Anästhesie und Intensivmedizin, Augenheilkunde, Dermatologie, Familienklinik, Frauenklinik, Gastroenterologie, Hals-Nasen-Ohren-Heilkunde, Kardiologie, Angiologie und Intensivmedizin, Kinder- und Jugendmedizin, Kinderchirurgie, Laboratoriumsmedizin und Hygiene, Mund-, Kiefer- und Gesichtschirurgie, Nephrologie, Orthopädie und Unfallchirurgie, Pathologie und Plastische Chirurgie, Radiologie und Urologie.
Am Klinikum Lippe in Lemgo sind die Fachbereiche Anästhesie und Intensivmedizin, Apotheke, Gefäßchirurgie, Geriatrie, Neurologie und Neurogeriatrie, Neuroradiologie, Nuklearmedizin, Onkologie und Hämatologie, Pneumologie, Beatmungs- und Schlafmedizin, Rheumatologie, Radiologie, Thoraxchirurgie und Strahlentherapie vorhanden.
Im Gesundheitszentrum in Bad Salzuflen befindet sich die Kinder- und Jugendpsychiatrie. Zu dieser Klinik gehören Tageskliniken in Bielefeld, Detmold, Herford-Hiddenhausen und Minden. Die geriatrische Klinik betreibt eine Tagesklinik im Gesundheitszentrum Bad Salzuflen und eine in Lemgo.
Daneben gehören zur Klinikum Lippe GmbH noch folgende Tochtergesellschaften:
- ahr Lippe Dienstleistungen GmbH und aLD Service (seit 2006) für die Patientenversorgung, Materialwirtschaft, Reinigung und Bettenaufbereitung
- Palliativpflegedienst Lippe gGmbH in Kooperation mit dem Verein Diakonie ambulant e. V.
- Klinik-Service-Lippe GmbH mit einer Cook and Chill Großküche mit Sitz in Lemgo
- Schulen für Krankenpflegeberufe Herford / Lippe GmbH für über 400 Ausbildungsplätze
- MVZ Lippe GmbH

In direkter Nachbarschaft des Klinikums Lippe in Detmold befindet sich das im Sommer 2008 gebaute Ärztehaus Medicum Detmold mit mehreren Facharztpraxen für die ambulante und klinische Versorgung, mit Operationssälen, mit einer Apotheke, mit einem Sanitätshaus, mit dem ärztlichen Notdienst der niedergelassenen Ärzte (für Kinder und für Erwachsene) und mit einem ambulanten Pflegedienst.
Am Standort Lemgo befindet sich auf dem 'Gesundheitscampus' außer der Rettungswache, einer Pflegeeinrichtung, der Krankenpflegeschule und Personalwohnheimen auch das Ärztehaus Medicum Lemgo ebenfalls mit mehreren Facharztpraxen, dem Kreisgesundheitsamt, zwei Tageskliniken, einer Heilpraktikerpraxis, einem MVZ, einem Dialysezentrum, einer Physiotherapiepraxis, einer Apotheke, einem Sanitätshaus und einem ambulanten Pflegedienst. Der Notdienst der niedergelassenen Ärzte ist als Portalpraxis in der Klinikambulanz organisiert.
Am Standort Bad Salzuflen (in Schötmar) befinden sich neben dem Gesundheitszentrum auch ein überregionaler Blutspendedienst des Deutschen Roten Kreuzes, die Rettungswache, ein ambulanter Pflegedienst, eine Physiotherapiepraxis und ebenfalls niedergelassene Ärzte. Eine Notdienstpraxis gibt es in Bad Salzuflen nicht.

## Management
Geschäftsführer ist Johannes Hütte (Sprecher). Ihm zur Seite stehen die medizinische Geschäftsführerin Christine Fuchs, der Prokurist Michale Nelges (für Finanzen) und Georg Schnelle (für Personal). Im Dezember 2024 stimmte die Gesellschafterversammlung der Gesundheit Lippe GmbH für die Trennung von Johannes Hütte zum 31. März 2025.
Seit dem 17. März 2025 hat Niklas Cruse die Geschäftsführung übernommen.

## Wirtschaftszahlen
| Kennzahl                           | 2006   | 2007     | 2008     | 2009     | 2010     | 2011     | 2018   | 2019   | 2020   | 2021   |
| ---------------------------------- | ------ | -------- | -------- | -------- | -------- | -------- | ------ | ------ | ------ | ------ |
| Fallzahlen stationär               | 41.090 | 41.618   | 42.740   | 42.182   | 43.951   | 44.780   | 47.402 | 48.622 | 43.414 | 44.382 |
| Ambulante Operationen nach § 115 b | 3.181  | 3.396    | 3.568    | 3.526    | 3.386    | 3.774    | 3.230  | 3.084  | 3.070  | 3.273  |
| Verweildauer in Tagen              | 8,07   | 7,78     | 7,48     | 7,43     | 7,02     | 6,86     | 6,86   | 6,83   | 6,72   | 6,54   |
| Umsatz in Millionen Euro           | 151,5  | 153,3    | 157,6    | 167,0    | 172,7    | 175,7    | 244,1  | 257,9  | 281,3  | 283,2  |
| Mitarbeiter                        | k. A.  | 2.651    | 2.649    | 2.698    | 2.719    | 2.720    | 2.479  | 2.514  | 2.564  | 2.565  |
| Mitarbeiter Vollkräfte             | k. A.  | 1.832,63 | 1.814,08 | 1.854,95 | 1.879,07 | 1.897,18 |        |        |        |        |

Quellen: Bericht Entwicklungen 2007–2008, Jahresbericht Entwicklung 2009–2010, Bundesanzeiger, GBA – Berichte

## Kontroversen
Anfang 2024 verklagte die Klinikum Lippe GmbH den Sprecher des Aktionsbündnisses Klinikum Lippe aufgrund eines kritischen Zeitungsinterviews in der jungen Welt mithilfe der Anwaltskanzlei Schertz Bergmann. Das Klinikum klagte auf Unterlassung von zwei strittigen Äußerungen aufgrund von Verletzung der Persönlichkeitsrechte des Unternehmens. Das Landgericht Detmold wies die Klage ab, da es die beklagten Aussagen im Interview als kritische Meinungsäußerungen zu den Umstrukturierungsprozessen im Klinikum durch das Recht auf freie Meinungsäußerung geschützt sah.